# الحرب البيزنطية البلغارية 894-896
خيضت الحرب البيزنطية البلغارية 894-896 (بالبلغارية: Българо–византийска война от 894–896)‏ بين الإمبراطورية البلغارية والإمبراطورية البيزنطية كنتيجة لقرار اتخذه الإمبراطور البيزنطي ليو السادس الحكيم بنقل السوق البلغاري من القسطنطينية إلى سالونيك مما سيزيد إلى حد بعيد من نفقات التجار البلغار.
في أعقاب هزيمة الجيش البيزنطي في المراحل الأولى من الحرب عام 894 سعى ليو السادس وراء الحصول على مساعدة من المجريين الذي كانوا يقطنون آنذاك سهوب شمالي شرق بلغاريا. ومع حصولهم على مساعدة من الأسطول البيزنطي، غزا المجريون في عام 895 دبروجة وهزموا القوات البلغارية. دعى سيمون الأول ملك بلغاريا إلى هدنة وتعمد إطالة المفاوضات مع البيزنطيين إلى أن يؤمّن حصوله على مساعدة البجناك. مع حشرهم بين البلغار والبنجاك، تعرض المجريون لهزيمة ساحقة على يدي الجيش البلغاري واضطروا إلى الهجرة غربًا، ليستقروا في بانونيا.
مع القضاء على خطر المجريين، قاد سيمون ضيوفه جنوبًا وألحق بالجيش البيزنطي هزيمة في معركة بولغاروفيون في صيف عام 896، الأمر الذي أرغم بيزنطة على الموافقة على الشروط البلغارية. انتهت الحرب باتفاقية سلام أعيد بموجبها السوق البلغاري إلى القسطنطينية وأكدت الهمينة البلغارية في البلقان. اضطرت الإمبراطورية البيزنطية إلى دفع جزية سنوية لبلغاريا مقابل عودة الجنود والمدنيين البيزنطيين الأسرى. بموجب المعاهدة، تخلى البيزنطيون أيضًا لبلغاريا عن منطقة تقع بين البحر الأسود وجبال ستراندجا. على الرغم من انتهاكات عديدة، دامت الاتفاقية بصورة رسمية حتى وفاة ليو السادس عام 912.

## الخلفية
خلال حكم بوريس الأول (الذي حكم منذ عام 852 حتى عام 889) مرت بلغاريا بتغيرات كبرى، كتنصير البلاد وقبول تلاميذ القديسين كيرلس وميثوديوس، الأمر الذي مثّل بداية إنشاء الأدب والأبجدية البلغاريين في العصور الوسطى وتعزيزهما. بعد المفاوضات المكثفة مع البابوية في روما وبطريركية القسطنطينية المسكونية، اعتنقت بلغاريا المسيحية الأرثوذكسية الشرقية، الأمر الذي تسبب باستياء جزء من طبقة النبلاء الذين ربطوا مباشرة الدين الجديد بالإمبراطورية البيزنطية وأعربوا عن خشيتهم من سقوط البلاد تحت النفوذ البيزنطي.
خلال مجلس بريسلاف عام 893، الذي اجتمع بعد المحاولة الفاشلة لأكبر أبناء بوريس الأول فلاديمير راساتي (حكم منذ عام 889 حتى عام 893) لإعادة الدين البلغاري التقليدي، التنغرية، تقرر أن تحل اللغة السلافونية الكنسية القديمة محل اليونانية كلغة للكنيسة وإبعاد رجال الدين البيزنطيين وأن يحل رجال الدين البلغار محلهم. أقر المجلس مطامح بوريس الأول في نيل الاستقلال الديني والثقافي من الإمبراطورية البيزنطية وبدد المخاوف التي كانت تساور طبقة النبلاء. وتَقرر أيضًا أن يصبح ابنه الثالث سيمون، الذي وُلد بعد التنصير وسُمي «طفل السلام»، الأمير التالي لبلغاريا. وضعت هذه الأحداث نهاية للآمال البيزنطية في ممارسة نفوذها على الدولة المنصّرة حديثًا.

## تمهيد
في عام 894 أقنع ستيليانوس زاوتزيس، الباسليوباتور والممثل البارز لليو السادس الحكيم (حكم منذ عام 886 حتى عام 912) الإمبراطور بنقل السوق البلغاري من القسطنطينية إلى سالونيك. لم يؤثر ذلك النقل على المصالح الخاصة ببلغاريا فحسب بل أيضًا على الأهمية التجارية الدولية لبلغاريا وعلى مبدأ التجارة البيزنطية البلغارية، الذي كان قد نُظّم بموجب اتفاقية عام 716 واتفاقيات لاحقة على أساس الدولة الأولى بالرعاية. سُمح للتجار البلغار بالعيش في القسطنطينية وأقاموا في مستعمراتهم الخاصة ودفعوا ضرائب مناسبة. كانت المدينة وجهة رئيسية لطرق التجارة من كافة أنحاء أوروبا وآسيا، وأدى أيضًا نقل السوق البلغاري إلى سالونيك إلى قطع الوصول المباشر إلى البضائع من الشرق، مما سيرغم البلغار في ظل الظروف الجديدة على الشراء من خلال وسطاء، الذين كانوا شركاء مقربين من ستيليانوس زاوتزيس. في سالونيك، أُرغم البلغار أيضًا على دفع رسوم جمركية أعلى لبيع بضائعهم، الأمر الذي أفضى إلى إثراء أصدقاء زاوتزيس المقربين.

وصف المؤرخ البيزنطي ثيوفانيس كونتينيواتوس أسباب الصراع بما يلي: 
السبب وراء كان ما يلي، كان لدى الباسليوباتور ستيليانوس زاوتزيس عبد مخصي يدعى موسيكوس. خلق العبد المخصي صداقة مع ستاوراكيوس وكوسماس، الذين تعود أصولهما إلى هيلاس، وهما تاجرين بخيلين ويطمعان بالربح. ورغبة منهما في إثراء نفسيهما وعبر وساطة موسيكوس، نقلا سوق البلغار من العاصمة ]القسطنطينية[ إلى سالونيك وفرضا على البلغار ضرائب برسوم أثقل. حين أطلع البلغار سيمون على الأمور، بلّغ الأخير الإمبراطور ليو. مفتونًا بميله إلى زاوتزيس، اعتبر الإمبراطور أن كل هذا ما هو إلا أمر تافه. غضب سيمون ورفع السلاح ضد الرومان. كرونوغرافيا من تأليف ثيوفانيس كونتينيواتوس.
شكّل طرد التجار من القسطنطينية ضربة قوية للمصالح الاقتصادية البلغارية. اشتكى التجار إلى سيمون الأول، الذي حول الأمر بدوره إلى ليو السادس، إلا أن الاستئناف لم يلق أي رد. شن سيمون، الذي بحسب مؤرخين بيزنطيين كان يبحث عن ذريعة لإعلان الحرب وتنفيذ خططه للاستيلاء على العرش البيزنطي، هجومًا مسببًا اندلاع ما سمي في بعض الأحيان (وبصورة غير معبرة) الحرب التجارية الأولى في أوروبا. ومع ذلك، يعتبر العديد من المؤرخين ومن بينهم فاسيل زلاتارسكي وجون فاين أن المزاعم هذه غير مرجحة، وحاججوا أن سيمون في بداية عهده كان بحاجة إلى توطيد أركان سلطته وأن طموحاته الإمبراطورية لم تكن قد تبلورت بعد، وبالتالي كان تدخله العسكري عملًا دفاعيًا لحماية المصالح التجارية للبلغار.

## الحملات الأولى وتدخل المجريين
في خريف عام 894، شن سيمون الأول غزوًا لتراقيا البيزنطية، مستغلًا انخراط بيزنطة في حروب مع العرب في الشرق، مما ترك المقاطعات البلقانية غير محصنة بما يكفي. جمع ليو السادس على عجل جيشًا تحت قيادة الجنرالات بروكوبيوس كرينيتس وكورتكيوس والعديد من الأركون، الذين كانوا يضمون الحرس الإمبراطوري الذين كان يتألف من مرتزقة خزر. في المعركة التي أعقبت ذلك في مقدونيا (تراقيا الشرقية اليوم)، وربما حول أدرنة، هُزم البيزنطيون وقُتل قادتهم. تعرض معظم الخزر للأسر وأمر سيمون بقطع أنوفهم و«إرسالهم إلى العاصمة ]القسطنطينية[ لجعل الرومان ]البيزنطيين مثلًا[ يشعرون بالخزي». نهب البلغار الإقليم وتراجعوا نحو الشمال آخذين معهم عددًا من الأسرى.
دفع هذا الفشل بالبيزنطيين إلى طلب المساعدة من المجريين، الذين كانوا آنذاك يسكنون السهوب بين نهري دنيبر والدانوب. أرسل ليو السادس مبعوثه نيسيتاس سكليروس إلى القائدين المجريين أرباد وكورسزان في عام 894 و895 «لتقديم الهدايا لهما» وتحريضهما ضد البلغار. في الوقت نفسه، في خريف عام 894، أرسل ليو السادس أناستاسيوس في ريغينسبيرغ إلى آرنولف كرينثيا ملك فرنجة الشرقية. على الرغم من اندثار كافة السجلات حول هدف تلك المهمة، فقد كانت على الأرجح خطوة استباقية لإحباط تحالف ألماني بلغاري أقيم بين آرنولف وسلف سيمون الأول، فلاديمير راساتي.
في بداية عام 895، استُدعي الجنرال الموهوب نيكيفوروس فوكاس الأكبر إلى القسطنطينية وأُرسل إلى البلغار على رأس جيش ضخم. في حين ركز سيمون قواته على طول الحدود الجنوبية لمواجهة فوكاس، أبحر الأسطول البيزنطي بقيادة الأدميرال أستاثيوس أرغيروس إلى دلتا الدانوب لمساعدة المجريين. معتقدًا أن سيمون سوف يتراجع أرسل ليو السادس مبعوثًا، قسطنطينوس، ليقترح السلام. كان سيمون الأول، الذي كان قد درس في جامعة القسطنطينية وعلى دراية بالدبلوماسية البيزنطية، متشككًا حيال التقارب البيزنطي، واتهم قسطنطينوس بالتجسس ووضعه قيد الحجز.

### الفهرس
1. ↑  Andreev & Lalkov 1996، صفحات 73, 75
2. ↑  Zlatarski 1972، صفحات 261–262
3. ↑  Zlatarski 1972، صفحات 272–273
4. ↑  Andreev & Lalkov 1996، صفحة 87
5. ↑  Andreev & Lalkov 1996، صفحة 91
6. 1 2 3  Andreev & Lalkov 1996، صفحة 92
7. ↑  Runciman 1930، صفحة 137
8. 1 2  Bakalov et al 2003، صفحة 251
9. 1 2 3  Mladjov، Ian. "Selections on Byzantium. Selections from the Chronicle of Ioannes Skylitzes, translated and adapted from B. Flusin and J.-C. Cheynet (2003)". مؤرشف من الأصل في 2012-07-27. اطلع عليه بتاريخ 2014-11-08.
10. 1 2 3 4  Fine 1991، صفحة 137
11. ↑  Runciman 1930، صفحة 144
12. ↑  Zlatarski 1972، صفحة 286
13. ↑  "Chronographia by Theophanes Continuatus" in GIBI, vol. V, Bulgarian Academy of Sciences, Sofia, pp. 121–122 نسخة محفوظة 2016-03-04 على موقع واي باك مشين.
14. ↑  Obolensky 1971، صفحة 105
15. 1 2  Zlatarski 1972، صفحات 288–289
16. 1 2  Andreev & Lalkov 1996، صفحات 92–93
17. ↑  Zlatarski 1972، صفحات 289–290
18. ↑  Andreev & Lalkov 1996، صفحة 93
19. ↑  Whittow 1996، صفحات 286–287
20. ↑  Zlatarski 1972، صفحة 290
21. ↑  Fine 1991، صفحة 138
22. ↑  Spinei 2003، صفحة 52
23. ↑  Zlatarski 1972، صفحات 294–295
24. ↑  Zlatarski 1972، صفحة 295
25. 1 2  Runciman 1930، صفحات 145–146

### البيانات
- Андреев (Andreev), Йордан (Jordan); Лалков (Lalkov), Милчо (Milcho) (1996). Българските ханове и царе (The Bulgarian Khans and Tsars) (بالبلغارية). Велико Търново (فيليكو ترنوفو): Абагар (Abagar). ISBN:954-427-216-X.
- Бакалов (Bakalov), Георги (Georgi); Ангелов (Angelov), Петър (Petar); Павлов (Pavlov), Пламен (Plamen); et al. (2003). История на българите от древността до края на XVI век [History of the Bulgarians from Antiquity to the end of the XVI century] (بالبلغارية). София (صوفيا): Знание (Znanie). ISBN:954-621-186-9.
- Божилов (Bozhilov), Иван (Ivan); Гюзелев (Gyuzelev), Васил (Vasil) (1999). История на средновековна България VII–XIV век (History of Medieval Bulgaria VII–XIV centuries) (بالبلغارية). София (Sofia): Анубис (Anubis). ISBN:954-426-204-0.
- Колектив (Collective) (1964). "11. Продължителят на Теофан (11. Theophanis Continuati)". Гръцки извори за българската история (ГИБИ), том V (Greek Sources for Bulgarian History (GIBI), volume V) (بالبلغارية واليونانية). София (Sofia): Издателство на БАН (الأكاديمية البلغارية للعلوم  [لغات أخرى]‏ Press). Archived from the original on 2024-06-15.
- قالب:The Early Medieval Balkans
- ألكسندر، كازدان، المحرر (1991). قاموس اكسفورد البيزنطي. أكسفورد و نيويورك: دار نشر جامعة أكسفورد. ISBN:0-19-504652-8. {{استشهاد بموسوعة}}: الوسيط |title= غير موجود أو فارغ (مساعدة)
- Obolensky، D. (1971). The Byzantine Commonwealth: Eastern Europe, 500–1453. New York، Washington: Praeger Publishers. ISBN:0-19-504652-8.
- Runciman، Steven (1930). "The Two Eagles". A History of the First Bulgarian Empire. لندن: George Bell & Sons. OCLC:832687. مؤرشف من الأصل في 2024-09-24.
- Spinei، Victor (2003). The Great Migrations in the East and South East of Europe from the Ninth to the Thirteenth Century. Romanian Cultural Institute (Center for Transylvanian Studies) and Museum of Brăila Istros Publishing House. ISBN:973-85894-5-2.
- Whittow، Mark (1996). The Making of Byzantium (600–1025). لوس أنجلوس: دار نشر جامعة كاليفورنيا. ISBN:0-520-20497-2.
- Златарски (Zlatarski), Васил (Vasil) (1972) [1927]. История на българската държава през средните векове. Том I. История на Първото българско царство. (History of the Bulgarian state in the Middle Ages. Volume I. History of the First Bulgarian Empire.) (بالبلغارية) (2 ed.). София (Sofia): Наука и изкуство (Nauka i izkustvo). OCLC:67080314. Archived from the original on 2025-01-20.